# Hannah Sæthereng
 Hannah Sæthereng, née le 20 avril 1999, est une  skieuse alpine norvégienne.

## Biographie
Fin mars 2018, elle vice-championne de Norvège en super G et en combiné à Hafjell.
En 2019 à Val di Fassa elle est championne du monde juniors de super G. 
Elle enchaîne en mars avec une encourageante 18e place au super G de Coupe du monde de Grandvalira, pour son premier départ dans cette compétition (et unique départ à ce jour).

## Palmarès

### Championnats du monde juniors
| Épreuve / Édition          | Descente | Super G | Slalom géant | Slalom | Combiné | Team event |
| Mondiaux 2018 Davos        | 24e      | -       | 20e          | 25e    | 14e     | -          |
| Mondiaux 2019 Val di Fassa | 7e       | Or      | 39e          | -      | 6e      | -          |
| Mondiaux 2020 Narvik       | 12e      | Abandon | 36e          | annulé | 14e     | annulée    |